# Obbligazione (finanza)
In finanza, un'obbligazione (in inglese bond) è un titolo di credito, emesso da società o enti pubblici, che alla scadenza prefissata (data di maturità) attribuisce al suo possessore (detto obbligazionista) il diritto al rimborso del capitale prestato all'emittente più un interesse su questo capitale (tasso di cedola). Per il possessore l'obbligazione è una forma di investimento rappresentata da uno strumento finanziario; per l'emittente il prestito obbligazionario ha il fine del reperimento di liquidità (nel caso delle società, è liquidità ottenuta a debito che forma il capitale sociale).
Le obbligazioni, come le azioni e i derivati, sono valori mobiliari (in inglese security); in particolare, sono la principale security a reddito fisso insieme alle azioni privilegiate.

## Panoramica
Le obbligazioni si suddividono in obbligazioni governative, come quelle statali (titoli di Stato) o municipali (ad esempio, i buoni obbligazionari comunali italiani), e in obbligazioni societarie (corporate bond). In quest'ultimo caso sono le aziende o società ad emettere titoli di debito per trovare finanziamenti a debito (debt financing) invece che tramite l'emissione di azioni (equity financing).
Le obbligazioni statali si acquistano nelle aste apposite (auction), mentre quelle societarie si comprano e si rivendono in borsa se sono quotate, altrimenti si scambiano over the counter (OTC). L'insieme delle compravendite di obbligazioni forma, in senso astratto, il mercato delle obbligazioni o mercato obbligazionario, che con quello azionario e dei derivati compone il mercato dei valori mobiliari.
Rispetto all'azione, l'obbligazione è considerata in genere una forma di investimento a rischio finanziario inferiore, in quanto non soggetta a quotazione sul mercato azionario e con il tasso di interesse tipicamente fisso, sottoscritto alla stipula del contratto di vendita, che contiene anche gli eventuali bond covenant, cioè promesse dell'azienda (per esempio, di non indebitarsi ulteriormente fino alla data di scadenza o di raggiungere una determinati risultati). Più bond covenant sono stipulati, e più l'azienda è solida (large-cap, contrapposta a una startup), più gli interessi sono bassi. Nel caso delle corporation, le obbligazioni non dànno il diritto di voto e in sede di liquidazione gli obbligazionisti hanno precedenza sugli azionisti (il diritto di prelazione).
Di solito l'emittente rimborsa il capitale al detentore alla scadenza, al valore nominale e in un'unica soluzione, mentre la liquidazione degli interessi è periodica (trimestrale, semestrale o annuale). L'interesse corrisposto periodicamente è detto cedola, perché in passato per riscuoterlo si doveva staccare il tagliando numerato unito al certificato che rappresentava l'obbligazione.
L'obbligazione è uno strumento a reddito fisso perché la data nella quale la somma sarà restituita maggiorata di interessi è già fissata e pattuita, a differenza dei dividendi derivati dalla partecipazione azionaria: la distribuzione dei dividendi può essere infatti sospesa come forma di tutela verso i creditori o per effettuare investimenti.
Il mancato pagamento di una cedola dà diritto all'obbligazionista, se sussistono i requisiti di fallibilità dell'azienda, di presentare istanza di fallimento. Nel caso delle corporation, ove esse non rispettino i covenant, le agenzie di rating possono declassare i loro bond, e il loro valore si abbassa. La mancata restituzione del denaro (fa parte del rischio di default) comporta il default tecnico.
L'obbligazionista può rivendere i titoli posseduti sul mercato per limitare le perdite nel caso di svalutazione o, viceversa, per guadagnarci prima della data di maturità.

## Descrizione approfondita

### Categorie
- Obbligazioni zero-coupon (ZCB) sono obbligazioni senza cedola (coupon), che quindi non liquidano periodicamente gli interessi ma li corrispondono unitamente al capitale alla scadenza. La loro duration è uguale alla vita residua.
- Obbligazioni a tasso fisso (TF) sono obbligazioni che remunerano l'investimento a un tasso di interesse fisso stabilito prima dell'emissione. Può essere comunque previsto che il tasso prestabilito possa crescere (obbligazioni "step up") o diminuire (obbligazioni "step down") durante la vita del titolo.
- Obbligazioni a tasso variabile sono obbligazioni che remunerano l'investimento a un tasso di rendimento che varia a determinate scadenze temporali, seguendo tassi di mercato in base a un parametro di riferimento, che può essere di natura monetaria, finanziaria o legato all'andamento del prezzo di materie prime.
- Obbligazioni callable sono obbligazioni a tasso fisso per le quali l'emittente si riserva la facoltà di rimborso prima della scadenza indicativa.
- Obbligazioni convertibili sono obbligazioni che incorporano la facoltà di convertire, a una scadenza prefissata, il prestito obbligazionario in azioni secondo un rapporto di cambio predeterminato.
- Obbligazioni strutturate sono obbligazioni il cui rendimento dipende dall'andamento di un'attività sottostante.
- Obbligazioni subordinate sono obbligazioni il cui rimborso in caso di procedura fallimentare avverrà solo dopo aver soddisfatto tutti i creditori privilegiati e chirografari.
- Obbligazioni amortising sono titoli con piano d’ammortamento che offre la possibilità di rimborsare una frazione del capitale annualmente.
- Rendite perpetue sono obbligazioni senza rimborso a termine, che corrispondono perpetuamente una cedola predefinita.
- Obbligazioni verdi (Green Bond) sono particolari obbligazioni la cui emissione è legata alla sostenibilità ambientale e transizione ecologica (teorizzati da Aldo Romani[2], attuale capo del founding della banca degli investimenti europei).

### Qualità dell'emittente
La qualità (solvibilità) dell'emittente viene espressa mediante una misura globalmente riconosciuta: il rating. Il rating classifica la qualità degli emittenti di un titolo obbligazionario secondo determinati criteri che spaziano dalla solidità finanziaria alla potenzialità dell'emittente. Esistono istituti che propongono diverse notazioni concernenti la qualità dei debitori; tra i più noti vi sono Standard & Poor's, Moody's e Fitch. Le aziende di rating monitorano costantemente le società emittenti.
Concretamente il rating è una sorta di punteggio ponderato che gli istituti attribuiscono ai vari emittenti. La sigla AAA corrisponde il grado più alto di qualità dell'emittente. Bond con rating inferiori ingloberanno nella loro quotazione una riduzione del costo derivante da qualità più bassa dell'emittente. Ovviamente, maggiore è il rischio delle obbligazioni di una data società, minore sarà il voto e più alta la remunerazione spettante all'investitore.
Talune società, dette unrated, non sono classificate dalle aziende di rating (indipendentemente dalla loro solvibilità effettiva).

### Duration
La duration, durata media finanziaria, è un indicatore della vita residua del titolo ponderata con il flusso di cedole che il titolo pagherà in futuro; è un valore numerico espresso in anni, compreso tra 0 e la vita residua del titolo, ed è funzione di tassi di mercato, vita residua e valore delle cedole. Per i titoli senza cedola (Zero Coupon Bond) la duration è pari alla durata residua.
La duration è bassa per titoli con refixing a breve (come le obbligazioni a tasso variabile che, indicizzate a prefissati tassi, adeguano l'importo della cedola alle variazioni del parametro).
La duration viene anche usata per determinare la sensibilità del titolo a una variazione dei tassi, a cui è strettamente correlata: all'aumentare (o diminuire) della duration la sensibilità di prezzo del titolo aumenta (o si riduce).
Esistono diversi tipi di duration; le più comuni sono la modified duration e la Macaulay duration.

## Fattori che determinano il prezzo delle obbligazioni e loro presentazione
Il prezzo di un'obbligazione è determinato dai seguenti parametri:
- Tasso d'interesse di mercato
- Cedola (tasso d'interesse pagato dall'emittente)
- Scadenza dell'obbligazione (maturità)
- Rischiosità

Quindi, dopo l'emissione, il prezzo delle obbligazioni può variare solo in seguito a una variazione dei tassi di interesse o della rischiosità dell'emittente - questo le rende di valore stabile nel tempo, tendenzialmente poco sensibili agli umori del mercato.

### Tasso d'interesse di mercato
Il corso di un titolo obbligazionario è legato all'andamento dei tassi d'interesse di mercato per la divisa di riferimento: a un aumento del livello dei tassi verrà osservata una diminuzione del prezzo dell'obbligazione, o al contrario un aumento del suo valore di mercato al diminuire dei tassi.
La spiegazione di questo fenomeno è intuitiva: il mercato, aumentando il tasso d'interesse, offrirebbe dei flussi d'interesse superiori, svalutando altri strumenti. Immaginiamo per esempio di acquistare oggi un'obbligazione di rating AAA quotata attorno alla pari (100 centesimi) con interesse annuo del 2,75%, e che il tasso d'interesse di mercato osservato per la scadenza sia di 2,75%, ovvero che l'obbligazione paghi un livello di interesse pari a quello offertoci dal mercato; immaginiamo ora che il tasso d'interesse di mercato salga di 0,25% (25 bit/s) e si attesti al 3% in seguito a una decisione della banca centrale: saremmo detentori di un attivo che ci versa il 2,75% contro un tasso di mercato del 3%, la nostra obbligazione paga dunque meno di quanto otterremmo con una semplice operazione di deposito a termine. Tale constatazione si traduce in una riduzione del prezzo dell'obbligazione, che andrà a valere meno sul mercato a ragione della sua inferiore remunerazione rispetto al mercato.
Il tasso d'interesse è scomponibile nel tasso risk-free, tipicamente quello dei BOT, più altre componenti che devono remunerare i rischi dello strumento finanziario: rischio di cambio (se la valuta è diversa da quella desiderata dal contraente), rischio temporale legato alla durata dell'investimento, rischio di insolvenza dell'emittente.

### Cedola
La cedola è l'interesse pagato dall'obbligazione secondo modalità prefissate. Le obbligazioni possono essere distinte in funzione delle modalità di pagamento delle cedole:
- obbligazioni senza cedola dette anche zero coupon (ad es. BOT e CTZ)
- obbligazioni con cedola fissa (dette anche a tasso fisso) che predeterminano l'importo da pagare per ogni scadenza (ad es. BTP)
- obbligazioni a tasso variabile indicizzate a predeterminati parametri (ad. es. inflation linked bonds, CCT, ecc.)

La rischiosità dei titoli suddetti è, a parità di altre condizioni, direttamente proporzionale all'importo delle cedole rispetto al prezzo (cioè più è alto il rapporto cedole/prezzo e più sono rischiosi) e alla presenza o meno di una indicizzazione (se le cedole non sono indicizzate il titolo è più rischioso).
Per capire quest'ultimo punto faremo un esempio: poniamo che esista un titolo emesso alle condizioni di mercato ossia che esista un titolo alla pari a 100 e con cedola annuale di 5. Il tasso d'interesse pagato è pari al 5% (cedola/prezzo titolo, 5/100). Dato che sul mercato (per ogni mercato), in equilibrio, esiste un unico prezzo, il 5% è il prezzo dell'interesse sul mercato dei capitali.
Se i tassi di mercato cambiassero passando al 6% il titolo precedentemente emesso "dovrà" necessariamente adeguarsi alle nuove condizioni: dovrà rendere anch'esso il 6%.
Risolvendo l'equazione
- tasso=cedola/prezzo titolo, dove l'incognita è il prezzo del titolo

avremo
- prezzo titolo=cedola/tasso, ossia prezzo titolo=5/6%

quindi il nuovo prezzo sarà 83,3.
Più in generale la ricezione di una cedola superiore (interesse superiore che ci viene pagato) implica che sul mercato l'obbligazione (titolo) che garantisce quella cedola diminuirà di valore dato che il tasso (nel nostro modello semplificato) è unico.

### Scadenza
All'aumentare della scadenza dell'obbligazione, il rimborso del capitale (credito concesso dall'acquirente all'emittente) si allontana nel tempo. Il suo valore attuale dunque diminuisce riducendo la somma ottenuta (corso a oggi inferiore). In termini concreti, aumentando la scadenza, rinunciamo per un lasso di tempo maggiore al capitale di nostra pertinenza.
L'effetto di diminuzione viene parzialmente contrastato dagli eventuali flussi cedolari periodici corrisposti al possessore del titolo.

### Rischiosità e i tipi di rischio
Il rendimento di un'obbligazione è direttamente proporzionale alla rischiosità dell'emittente, siccome potrebbe essere a rischio insolvenza o può violare sistematicamente i bond covenant. Un'emittente con rating basso dovrà pagare cedole maggiori per trovare investitori disposti a finanziarla rispetto a un'emittente con rating più alto. La differenza di rendimento rispetto a un'emittente priva di rischio è detta premio per il rischio.
Per la precisione, i vari tipi di rischio legati alle obbligazioni sono:
- Rischio di insolvenza, detto anche "rischio di credito" (nel caso degli stati, si parla di insolvenza sovrana, mentre nel caso delle corporation si parla di default tecnico)
- Rischio di tasso d'interesse, legato all'aumento del tasso di interesse nel mercato (il ripagamento finale diventa più oneroso e il rischio di insolvenza dunque aumenta)
- Rischio di mancato rispetto dei bond covenant
- Rischio inflazionario, legato al tasso di cambio delle valute

Comunque, i rischi sono minori rispetto a quelli sopportati dagli azionisti, ma il guadagno è minore. Tuttavia, gli obbligazionisti hanno diritto di prelazione sugli azionisti in sede di liquidazione, ma non hanno il diritto di voto a priori (un azionista può invece scegliere: vi rinuncia se, per esempio, compra un'azione speciale come "l'azione di godimento" nell'ordinamento italiano). Siccome i primi creditori a essere pagati in sede di liquidazione sono sempre le banche, se dopo il ripagamento di tutti i mutui non resta più denaro o altro asset nel capitale sociale, tutti gli altri creditori restano senza denaro e perdono il 100% del credito.
Pertanto, un potenziale bondholder valuta sempre il rischio e i benefici (risk-versus-reward) prima di investire, per esempio consultando i report finanziari della corporation, consultando il rating dei suoi bond (lo stesso avviene con i bond governativi) e diversificando il portafoglio/portfolio di investimenti in più prodotti finanziari, più livelli di rischio, più stati o corporation, più tipi di investimento (e.g. security VS case in affitto) anche affidandosi a un consulente di investimento ecc.

### Calcolo del prezzo di un'obbligazione/bond
Il prezzo di un'obbligazione è detto prezzo tel-quel (pronuncia al francese: /tɛl kɛl/) e si calcola come sommatoria dei flussi finanziari attualizzati all'istante presente {\displaystyle t=0}. I flussi finanziari futuri {\displaystyle FF(t)} sono il rimborso del valore nominale (uguale o superiore al prezzo pagato per l'obbligazione) alla scadenza (maturity {\displaystyle T} ) del titolo e le cedole intermedie che vengono staccate. Valore nominale e cedole sono note all'acquisto dell'obbligazione e ne rendono noto il prezzo; diversamente da un'azione, un'obbligazione ha un prezzo univoco in ogni istante.
Il termine {\displaystyle (1+r_{t})^{-t}} è detto fattore di attualizzazione (o fattore di sconto).
{\displaystyle \ P_{TQ}=\sum _{t=1}^{T}\left({\frac {FF(t)}{(1+r_{t})^{t}}}\right)}
Per prezzare un'obbligazione che si intende vendere prima della scadenza, è necessario calcolare la quota di cedola maturata che spetta al venditore dall'ultimo stacco cedola sino a oggi che andrà stornata perché l'acquirente la incasserà poi per intero. Questa quota (viene chiamata anche "dietimo") è un rateo che viene stornato dal prezzo tel-quel dell'obbligazione per ottenere il corso secco.
Il valore di un'obbligazione attualizzato e senza rateo maturato è detto corso secco e rappresenta il valore del capitale in quel preciso momento.
Vale che:
Corso secco = prezzo tel-quel - rateo maturato
dove:
Rateo maturato = (Valore della cedola netta) * [({\displaystyle \Delta t} dalla data dell'ultimo distacco) / ({\displaystyle \Delta t} fra il pagamento di due cedole)]
La cedola lorda, pari a una percentuale del valore nominale, è poi assoggetta all'aliquota di imposta vigente pari al 12,5% per i Titoli di Stato (sia italiani che degli altri paesi iscritti nella White List) e al 26% per le altre obbligazioni emesse da aziende o banche (dal 1º luglio 2014). Quindi una cedola lorda del 5% per un'obbligazione aziendale o bancaria corrisponde una cedola netta pari al 3.70%.

## Limiti all'emissione di obbligazioni (ordinamento italiano)
Art. 2412 c.c.: La società può emettere obbligazioni al portatore o nominative, per somma complessivamente non eccedente il doppio del capitale sociale, della riserva legale e delle riserve disponibili risultanti dall'ultimo bilancio approvato.
Deroghe a tale limite sono:
a) Le obbligazioni eccedenti devono essere sottoscritte da investitori istituzionali (SIM, banche) soggetti a vigilanza prudenziale.
b) Le obbligazioni devono essere garantite da ipoteca su immobili di proprietà della società sino a 2/3 del valore di bilancio di questi.
c) Se ricorrono particolari ragioni di interesse nazionale e vi è un'autorizzazione dell'autorità governativa.

### Le obbligazioni emesse all'estero
I limiti all'emissione di obbligazioni potevano essere in passato elusi facilmente: si facevano emettere le obbligazioni da una società controllata (in genere con modesto capitale) avente sede in Stati che non pongono limiti all'emissione, e la controllante italiana (reale beneficiario del finanziamento) prestava garanzia per il loro rimborso.
Dal 2005, l'art. 2412, 4° comma c.c. introdotto dalla legge n. 262/2005 prevede che al computo del limite generale all'emissione di obbligazioni previsto dall'art. 2412, 1° comma c.c., concorrano gli importi relativi alle garanzie comunque prestate dalla società per obbligazioni emesse da altre società, anche estere.